# 부산 동아대학교 영산회상도
부산 동아대학교 영산회상도(釜山 東亞大學校 靈山會上圖)는 부산광역시 서구, 부민캠퍼스 동아대학교 석당박물관에 있는 조선시대의 탱화이다. 2007년 7월 13일 대한민국의 보물 제1522호로 지정되었다.

## 개요
이 그림은 가로로 7매를 이어 만든 삼베바탕에 주(朱)를 전면에 칠하고 선만으로 형상을 그린 소위 "주지 선묘 불화"(朱地 線描 佛畵)이다. 중앙상단의 본존불이 외형상 하품중생인을 짓고 있어 아미타불로 볼 수 있으나, 하단의 화기에 「…靈山會…」라는 기록이 남아 있는 점으로 미루어 보아 영축산(靈鷲山)에서 설법하는 영산회상 중의 석가모니불로 여겨진다. 화면구성은 가운데 석가여래가 보단(寶壇) 위에 가부좌하였고 그 좌우에 동수(同數)로 열 구의 보살과 십대제자 그리고 사천왕이 배치 되어 있다. 묘법은 백색안료와 황토로 각 상의 윤곽과 문양 등 세부를 표현하였는데 각 존상의 신체부는 황토를 연하게 칠하고 윤곽은 먹선으로 잡았으며 머리카락은 군청을, 눈썹에는 녹청을 사용하였다.
이 불화는 16세기의 선묘불화들이 모두 금선(金線)을 사용하고 있는 것에 비하여 백색 또는 황토를 사용하고 있고 화기(畵記) 역시 먹으로, 그것도 난필(亂筆)로 매우 형식적으로 쓰여 있다. 그러나 1565년이라는 절대연도를 가지고 있고 국내에 있는 조선전기 불화가 불과 3, 4점(지정은 1점)에 지나지 않으며 그 가운데에서도 규모가 가장 크다는 점에서 가치가 높다 하겠다.
또한 이 그림은 백색과 황토선에 의한 현존 최고(最古)의 작품이며 궁정 관련 인물의 발원에 의하여 제작된 그림과는 또 다른 화풍을 보여준다는 점에서 당시의 불화화풍의 다양성을 짐작하는데 아주 좋은 자료로 짐작된다.

## 참고 자료
- 부산 동아대학교 영산회상도 - 국가유산청 국가유산포털